# マーゼン
マーゼン (ドイツ語: Maasen) は、ドイツ連邦共和国ニーダーザクセン州ディープホルツ郡（以下、本項では便宜上「町」と記述する）に属す町村である。

## 地理
マーゼンは、ヴィルデスハウゼ・ゲースト自然公園とシュタインフーダー・メーア自然公園との間、ブレーメンとミンデンとのほぼ中間に位置している。この町はジーデンブルクに本部を置くザムトゲマインデ・ジーデンブルクの西部に位置している。中級中心都市ズーリンゲンが西約 5 km に位置している。

## 行政
マーゼンの議会は7議席で構成されている。
名誉職の町長フレート・ケーネマンは2011年11月15日に選出された。

### 紋章
図柄: この町の紋章は、黒い分割線で上下二分割され、さらに上部が左右二分割されている。向かって左上は赤地に金色の風車、向かって右上は金地に3枚の葉をつけた緑のクローバー、下部は金地に赤い爪を持つ黒い熊の腕2本が直立し、下が胸板でつながっている。

## 文化と見所

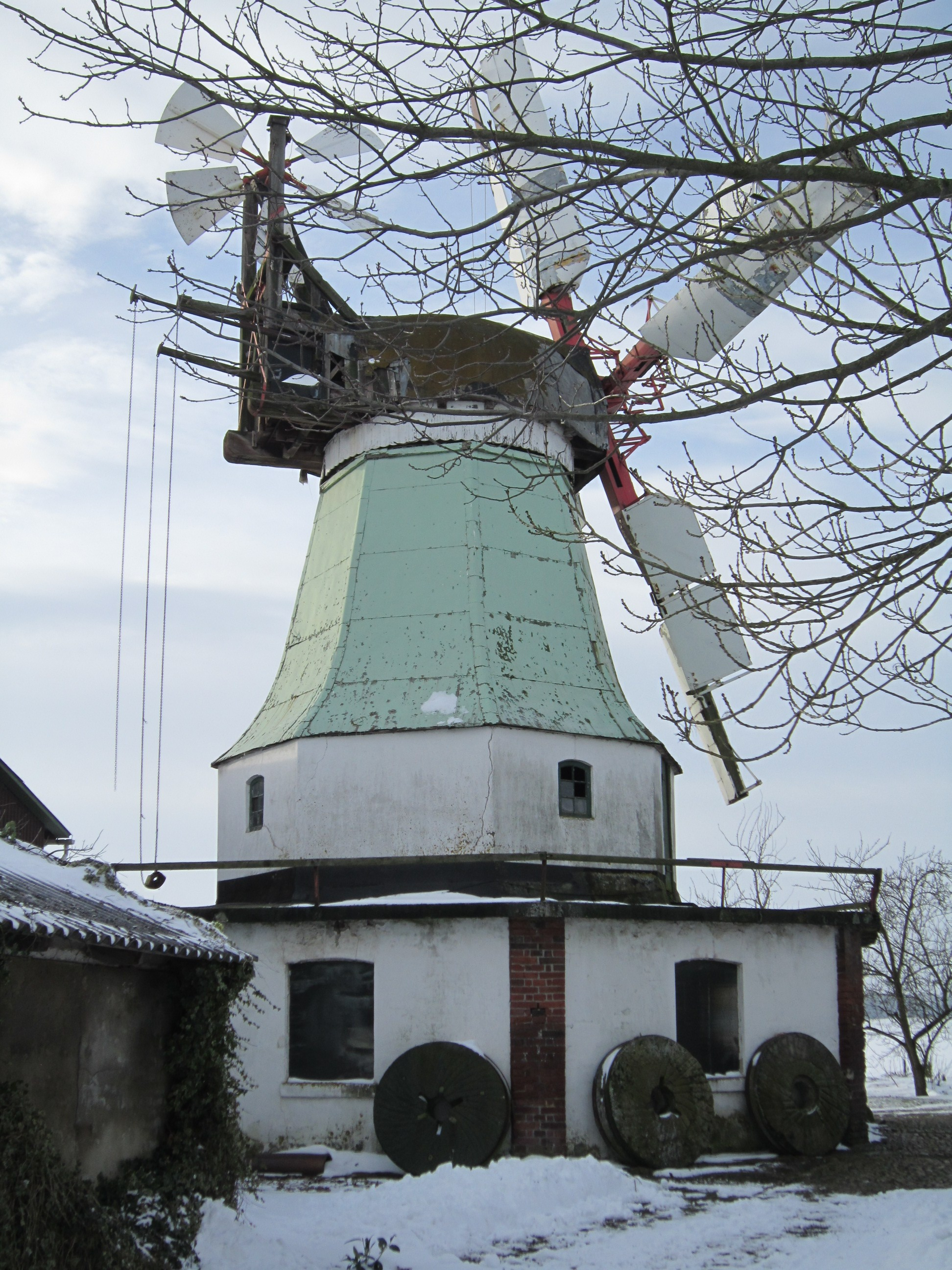
水車「マルガレーテ」

### 建築
マーゼンの建築文化財リストには4件が登録されている。その中には1878年にヒュックシュテット地区の現在ある場所に建設された回廊付きオランダ風車「マルガレーテ」も含まれている。

## 経済と社会資本

### 交通
この町は、すぐ近くを通る連邦道 B214号線（ディープホルツからニーンブルク/ヴェーザーを結んでいる）の北側に位置している。